# Уральский филиал Государственного центра современного искусства
Уральский филиал Государственного музея изобразительных искусств им. А. С. Пушкина (ГЦСИ в Екатеринбурге) — государственная музейно-выставочная и научно-исследовательская организация. Входит в состав ГМИИ им. А.С. Пушкина с 2020 года. Филиал начал работу в 1999 году, выбрав основой своей деятельности внедрение современного искусства в общественные пространства Екатеринбурга.
Сегодня Уральский филиал ГМИИ им. Пушкина — это выставочная площадка, где проходят различные культурные мероприятия в области современного искусства: выставки, лекции, семинары, арт-лаборатории. Благодаря реализации программ Уральского филиала, Екатеринбург посещают известные российские и зарубежные художники.

## Здание
Зданию, в котором расположен Уральский филиал ГЦСИ (Екатеринбург, улица Добролюбова, 19А) — более ста лет: построено оно было в 1911-15 годах по проекту архитектора И. К. Янковского, в то время здесь располагалась земская школа. В 20-е годы XX века здесь выступал нарком просвещения — Анатолий Васильевич Луначарский. Сегодня здание передано в пользование Уральскому филиалу ГМИИ им. А. С. Пушкина.

## Хроника работы
C 2005 года новой командой центра были реализованы такие крупные проекты, как выставка классика перформанса Улая (Ulay) «Performing Light/Светопредставление», фестиваль public-arta «СтолпоТворение», международный проект «IN TRANSITION RUSSIA», фестиваль современного искусства «АРТ-ЗАВОД» и другие.
В рамках деятельности Центра издавался журнал создателей и потребителей искусства «ZAART», информационно-аналитическое издание, посвящённое культурной и художественной жизни Уральского региона и его связям с общемировыми художественными процессами. В настоящее время журнал превращен в интернет-проект.
С 2008 года филиал ГЦСИ реализует программу «Уральские заводы: индустрия смыслов», основная идея которой — художественное переосмысление темы заводов и промышленной реальности в городской среде. Ключевой проект этой программы — Уральская индустриальная Биеннале современного искусства (проходит с 2010 года).
С 2011 года Екатеринбургский филиал ГЦСИ становится Уральским филиалом и расширяет свою деятельность на Уральский федеральный округ (Свердловская, Курганская, Тюменская, Челябинская области, Ханты-Мансийский и Ямало-Ненецкий автономные округа), а также запускает программу поддержки молодых художников проектами «Первые на Марсе» и «Мастерская».

## Реализуемые программы

### Опыты междисциплинарности
Проекты программы призваны расширить представление зрителя о возможностях и контекстах современного искусства, используя средства на стыке различных дисциплин и художественных практик: изобразительное искусство, видео, кино, архитектура, театр, танец, музыка.

### Арт-исследование
В рамках программы реализуются тематические кураторские проекты, в которых исследуются различные вопросы современной действительности. Спектр тем: проблемы идентичности, роль художника и зрителя, этика и эстетика искусства, социально-политическая действительность.

### Урал — Регионы
Художественные проекты, исследующие самобытность уральского искусства, а также особенности других российских регионов. Реализуется проект «Мастерская», который направлен на поддержку талантливых местных художников.

### Культурная журналистика
Программа направлена на реализацию проектов в сфере журналистики и создания культурного медиа-пространства в Екатеринбурге. Проведение конференций, мастер-классов, круглых столов.

### Сотрудничество
Программа представляет проекты, организованные в партнёрстве с международными и российскими культурными организациями: выставки, презентации видео- и медиапрограмм и другие. Реализуется на территории России и за рубежом.

### Образование
Программа нацелена на знакомство широкой публики с современным искусством. Наряду с двумя основными составляющими — дискуссионным клубом «Приоткрытые понедельники» и проектом АРТ-ПОДГОТОВКА — также проводятся разнообразные мастер-классы, творческие встречи и круглые столы.

### Artist-in-residence
Приглашённый на резиденцию художник получает возможность познакомиться с местными культурными традициями. Опыт проживания на территории и непосредственное общение с её жителями, специалистами, а также проведённые мастер-классы становятся основой для создания художественных произведений.

### Уральские заводы — индустрия смыслов
Направления программы — художественное использование производства и ресурсов заводов, создание арт-кластеров и резиденций. Семинары и конференции, посвященные проблеме индустриального-постиндустриального, роли труда и производства в современном обществе. Крупнейшим проектом программы является Уральская индустриальная биеннале современного искусства, которая проходит с 2010 года.

### Искусство. Наука. Технологии
Инновационная программа, совместная с УрФУ/УрГУ, направлена на сотрудничество представителей фундаментальных, прикладных наук и современного искусства. Программа предполагает работу по следующим четырём направлениям: научное (семинары, конференции), образовательное, лабораторно-производственное, выставочное.

## Избранные проекты
- Уральская Индустриальная Биеннале Современного Искусства[4]
- Журнал создателей и потребителей искусства «ZAART»[5]